# Teaching Dad to Like Her
Pour plus de détails, voir Fiche technique et Distribution.
Teaching Dad to Like Her est un film muet américain réalisé par D. W. Griffith et Frank Powell sorti en 1911.

## Synopsis
Harry est amoureux de Dolly et veut l'épouser mais craint la désapprobation de son père car cette dernière est une artiste de cabaret.

En désespoir de cause et armé de tout son courage, il la présente finalement à son père. Mais ce dernier tombe aussitôt sous les charmes de Dolly et devient le rival de son propre fils.

## Fiche technique
Source principale de la fiche technique :
- Titre : Teaching Dad to Like Her
- Réalisation : D. W. Griffith et Frank Powell (les deux non confirmé)
- Scénario : Emmett C. Hall
- Studio de production : Biograph Company
- Distribution : The General Film Company
- Pays de production :  États-Unis
- Format : Noir et blanc - 1,37:1 - Format 35 mm
- Langue : film muet intertitres anglais
- Genre : Comédie
- Durée : une bobine
- Date de sortie : États-Unis : 20 mars 1911

## Distribution
Source principale de la distribution :
- Joseph Graybill : Harry
- Dell Henderson : le père d'Harry
- Vivian Prescott : Dolly
- Kate Bruce : figuration en extérieur
- William J. Butler : figuration en extérieur
- Verner Clarges : un ami du père
- Adele DeGarde :
- Edward Dillon : le contremaître / figuration en extérieur
- John T. Dillon[2] : figuration en extérieur
- Francis J. Grandon : un serviteur
- Guy Hedlund : un ami du père
- Arthur V. Johnson :
- Florence Lee : figuration en extérieur
- W. Chrystie Miller : figuration en extérieur
- Alfred Paget : figuration en extérieur
- W.C. Robinson : figuration en extérieur
- Kate Toncray : une servante
- Charles West : figuration en extérieur